# T連
T連（亦稱Tango連、T大隊、Tango大隊；英文：Tango Company）於1992年6月成立，隸屬於香港警務處行動處行動部警察總區行動部，為女性防暴警察，主要責任為人群管理、保護參與公眾活動的兒童、婦女和長者，並且支援警察機動部隊總部，處理防暴及內部保安等任務。

## 組織
T連由一名警司出任大隊長，由一名總督察出任副大隊長，任期3年，人員全屬兼任性質，根據5個陸上總區分為5支小隊，平均任期兩年。

### 歷任主管
- 庾燕青警司（？至2012年7月）
- 徐寶珠警司（2012年7月至?）[2]
- 沈靜芬警司（2017年7月至今) [3]

## 歷史
1992年6月，為了協助照顧大量滯留在香港的女性及兒童越南船民，並且護送她們乘坐航班返回越南，T連相應成立，以及繼續相關任務。
2010年，T連出動16次。
2011年，T連出動40次。
2012年首9個月，T連出動25次，其中70%涉及示威。
2013年7月，新加坡警察部隊特別女性工作隊訪問T連；10月2日至4日，T連大隊長徐寶珠警司帶領6名人員訪問新加坡警察部隊特別女性工作隊，期間觀犘了後者的周年複核認證訓練，並且交流技術、戰術及經驗等。

## 訓練
加入T連的人員均需要接受訓練，包括體能及內部保安等，體能訓練中就包括穿著達重40磅的全套防暴裝備跑步等等；內部保安訓練包括人群管理、執行拘捕行動技巧、處理疑犯及學習使用各類型裝備等等。

### 培訓
每支小隊每年舉行兩次培育訓練；整支T大隊每年在警察機動部隊總部舉行一次全體培育訓練。

## 大事記

### 反對逃犯條例修訂草案運動
2019年6月初香港修訂逃犯條例引起多場大型衝突，2019年7月14日香港反對逃犯條例修訂草案遊行後，香港警察派出機動部隊T連及其他部隊進入新城市廣場進行拘捕工作。

## 以T連為題材的作品
T連角色一直有在電影及電視劇中亮相，包括《女警愛作戰》（2012年）等等。

## 軼事
T連規定人員不可以化妝、塗指甲油，而且頭髮長度及髮型的管制比較一般女性警務人員嚴格。

## 相關參見
- 香港女性警務人員